# Somebody to Love (песня Jefferson Airplane)
Somebody to Love (с англ. — «Кто-нибудь, кого любить») — песня в жанре психоделического рока, изначально записанная фолк-психоделической группой The Great Society и позже выпущенная как сингл рок-группы Jefferson Airplane.

## О композиции
«Somebody to Love» вышла в 1966 году как сингл на лейбле Autumn Records, однако не добилась какого-либо крупного успеха. Автором песни был гитарист The Great Society Дерби Слик, а вокал принадлежал жене его брата Джерри, Грейс Слик. Когда Слик перешла в группу Jefferson Airplane, то решила записать эту песню вместе со своим новым коллективом (они записывались на сессиях альбома Surrealistic Pillow вместе с её собственной композицией «White Rabbit»). Выпущенная как сингл, песня добилась крупного успеха, достигнув пятого места в чарте Billboard. Она вошла в состав влиятельнейшего альбома группы, Surrealistic Pillow, и заняла 274-е место в списке 500 лучших песен всех времён по версии журнала Rolling Stone.
В записи Jefferson Airplane заметно влияние рок-н-ролла; это энергичная запись с психоделической гитарной партией и ощутимым влиянием фолк-рока. Обращение в тексте песни происходит от второго лица, в тексте поднимается тема одиночества. Припев состоит из повторяющихся в немного разном контексте строчек «somebody to love»: «…/ Don’t you need somebody to love? / Wouldn’t you love somebody to love?» (с англ. — «Разве тебе не нужен кто-то, чтобы любить? / Тебе же понравится кого-нибудь полюбить?»).
Песня является очень популярной на радиостанциях США, ориентированных на AOR и классический рок.

## Кавер-версии
Кавер-версии на песню записали Shocking Blue (в альбоме 1984 года Comeback), Маришка Вереш в составе Shocking Jazz Quintet (в 1993 году), Great White, Mother's Finest, W.A.S.P. (в 1995 году), Ramones (для вышедшего в 1993 году альбома каверов Acid Eaters), Джим Керри (для саундтрека к фильму «Кабельщик»), Boogie Pimps (на эту записанную в 2003 году версию вышел клип с участием модели Наташи Мили), Kasabian (для живого выступления на Би-би-си), Патрис Пайк (для телешоу Rock Star: Supernova), а также две российские группы: «Море Росса» — в 2009 году и «Мумий Тролль» — в 2010-м; последние сняли на песню клип для продвижения группы в США.

## В кинематографе
Песня играет ключевую роль в фильме братьев Коэнов «Серьёзный человек» (2009). Также её можно услышать в таких лентах, как «Страх и Ненависть в Лас-Вегасе», «Поп Америка», «Кровь за кровь», «Кабельщик», «Святой Винсент».